# Babsk
Babsk egy falu Közép-Lengyelországban, Varsó és Łódź között, a folyó mentén.
Népessége 690 fő volt 2004-ben.